# André Gomes
André Filipe Tavares Gomes (* 30. Juli 1993 in Porto) ist ein portugiesischer Fußballspieler, der seit September 2024 beim OSC Lille unter Vertrag steht.

## Vereinskarriere

### Jugend
André Gomes begann seine fußballerische Karriere in seinem Heimatverein FC Porto, wo er auch früh zum Kapitän der Junioren wurde. Mit 15 Jahren schloss er sich der U17 von Pasteleira an. Nach einem Jahr wechselte er zum direkten Lokalrivalen des FC Porto, zu Boavista Porto. Durch seine Leistungen schaffte er es in die portugiesische U-17-Nationalmannschaft und weckte das Interesse von Benfica Lissabon, die ihn 2011 verpflichteten. Durch sein großes fußballerisches Potenzial wurde er auch hier zum Kapitän der Jugendmannschaft ernannt.

### Benfica Lissabon
Sein Debüt in der A-Mannschaft von Benfica Lissabon gab Gomes während eines Freundschaftsspiels am 28. Juli 2012 gegen den Gil Vicente FC.
Er begann die Saison 2012/13 in der Segunda Liga mit dem zweiten Team von Benfica Lissabon, als er am 11. August 2012 in seinem ersten Spiel mit seinem ersten Tor in der Liga die Auftaktniederlage gegen Sporting Braga B verhinderte.
Am 18. Oktober 2012, in der dritten Runde des portugiesischen Pokals, gab André Gomes sein offizielles Debüt im A-Kader. Nach seiner Einwechslung überzeugte er Trainer Jorge Jesus mit seinem Tor zum 4:0-Sieg gegen den SC Freamunde. Eine Woche später, am 27. Oktober 2012, gab er sein Erstliga-Debüt und erzielte ein Tor zum 3:0-Sieg gegen Gil Vicente.
Ende Januar 2014 verkaufte Benfica Lissabon die Transferrechte von André Gomes für 15 Millionen Euro und einer Beteiligung von 25 % an einem Weiterverkauf an den Spielerfond  Meriton Capital Limited. Gomes spielte dennoch die Saison 2013/14 bis zum Ende bei Benfica Lissabon und erreichte gemeinsam mit seinem Team das nationale Triple aus Meisterschaft, Pokal- und Ligapokalsieg.

### Wechsel nach Spanien
Zur Saison 2014/15 schloss sich André Gomes dem spanischen Erstligisten FC Valencia an.
Nach zwei Jahren bei Valencia wechselte Gomes zur Spielzeit 2016/17 zum FC Barcelona. Er erhielt einen bis zum 30. Juni 2021 datierten Fünfjahresvertrag mit einer Ausstiegsklausel in Höhe von 100 Mio. Euro und kostete 35 Mio. Euro Ablöse, die sich erfolgsabhängig um 20 Mio. Euro und nochmals um 15 Mio. Euro erhöhen kann, wenn Gomes den FIFA Ballon d’Or gewinnen sollte.

### FC Everton
Zur Saison 2018/19 wechselte Gomes für eine Leihgebühr in Höhe von 2,25 Millionen Euro für ein Jahr auf Leihbasis in die englische Premier League zum FC Everton. Er kam in 27 Ligaspielen (davon in 24 von Beginn) zum Einsatz und erzielte ein Tor. Zur Saison 2019/20 erwarb der FC Everton schließlich für 25 Millionen Euro plus Bonuszahlungen die Transferrechte an Gomes, der einen neuen Vertrag mit einer Laufzeit bis zum 30. Juni 2022 erhielt.
Im September 2022 wurde der Portugiese für eine Saison an den OSC Lille ausgeliehen.
Zum Ende der Saison 23/24 verließ Gomes den englischen Erstligisten ablösefrei, nachdem sein Vertrag seitens des FC Everton nicht verlängert wurde.

### OSC Lille
Am Deadline Day zu Beginn der Saison 24/25 wechselte Gomes 1 Jahr nach dem Ende seiner Leihe ablösefrei fest zum französischen Erstligisten OSC Lille in die Ligue 1 und unterschrieb einen Vertrag bis 2026. Sein Debüt gab er am 21. September 2024 am 5. Spieltag gegen Racing Straßburg, bei dem er in der 67. Minute ausgewechselt wurde.

## Nationalmannschaftskarriere
André Gomes war bereits Bestandteil der U-17-, U-18-, U-19-, U-20- und U-21-Nationalmannschaft Portugals.
Im Jahr 2012 nahm er an der U-19-Europameisterschaft teil, im Jahr 2013 an der U-20-Weltmeisterschaft. Am 7. September 2014 debütierte er im EM-Qualifikationsspiel gegen Albanien in der A-Nationalmannschaft.
Bei der Europameisterschaft 2016 stand Gomes im Aufgebot Portugals. In der Auftaktpartie gegen Island gab er die Vorlage zum ersten Turniertor der Portugiesen durch Nani (Endergebnis 1:1). In den ersten vier Partien stand er jeweils in der Startelf. Das Viertelfinale verpasste er aufgrund einer Verletzung. Im Halbfinale gegen Wales kam er noch einmal als Einwechselspieler in der Schlussviertelstunde zum Einsatz. Das Finale gegen Gastgeber Frankreich verfolgte er von der Bank. Durch einen 1:0-Sieg nach Verlängerung wurde Portugal erstmals Europameister.

## Erfolge
Nationalmannschaft:
- Europameister: 2016
- Dritter Platz beim FIFA-Konföderationen-Pokal 2017

 Benfica Lissabon:
- Portugiesischer Meister: 2014
- Portugiesischer Pokalsieger: 2014
- Portugiesischer Ligapokalsieger: 2014

 FC Barcelona:
- Spanischer Supercupsieger: 2016